# François-Xavier-Marc-Antoine de Montesquiou-Fézensac
L'abate François-Xavier-Marc-Antoine de Montesquiou-Fézensac (Marsan, 3 agosto 1757 – Cirey-sur-Blaise, 4 febbraio 1832) è stato un politico francese, ministro dell'interno tra il 1814 e il 1815.
Ha occupato il seggio 15 all'Académie française dal 1816 fino alla morte.